# Hinatuan
Hinatuan est une localité de la province du Surigao du Sud, aux Philippines. En 2015, elle compte 39 842 habitants.